# Coast Starlight

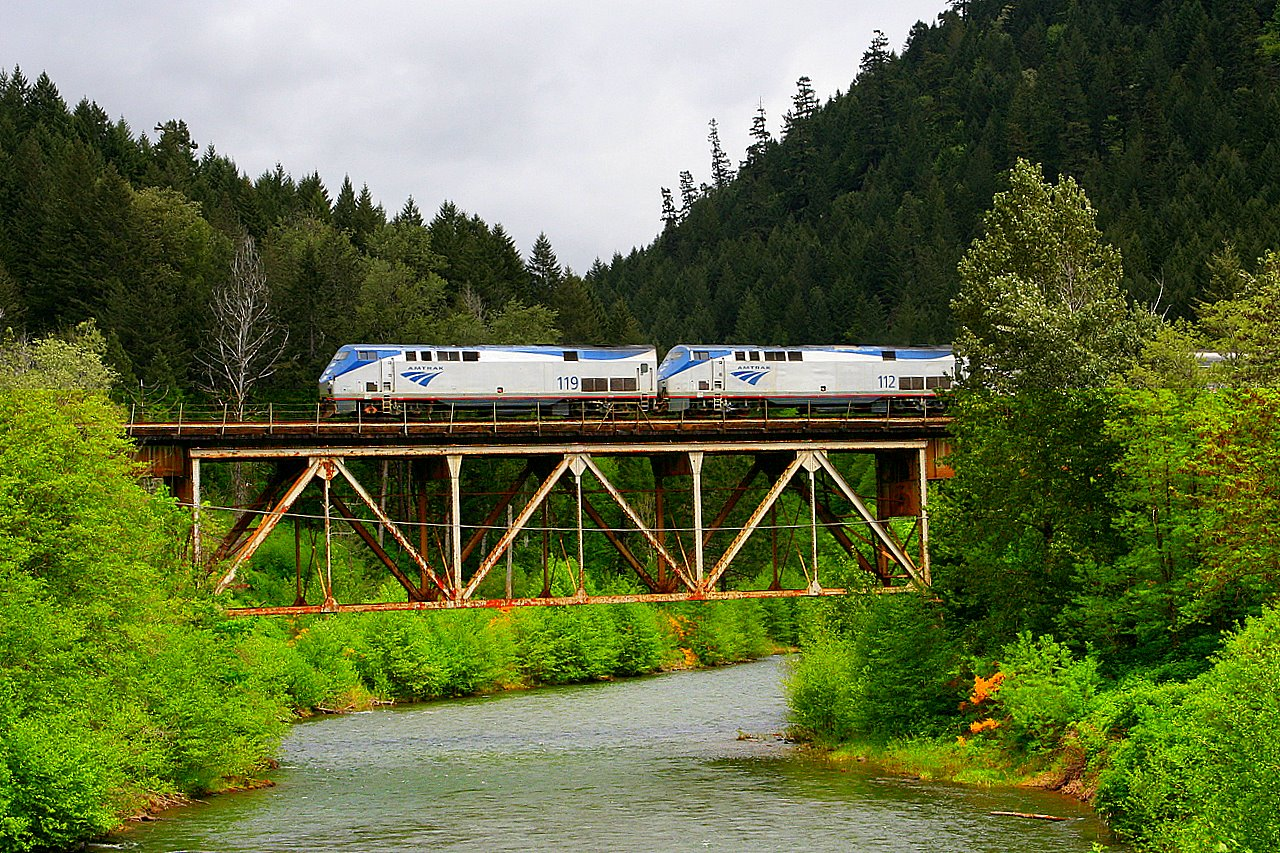
Vlak kousek od města Eugene

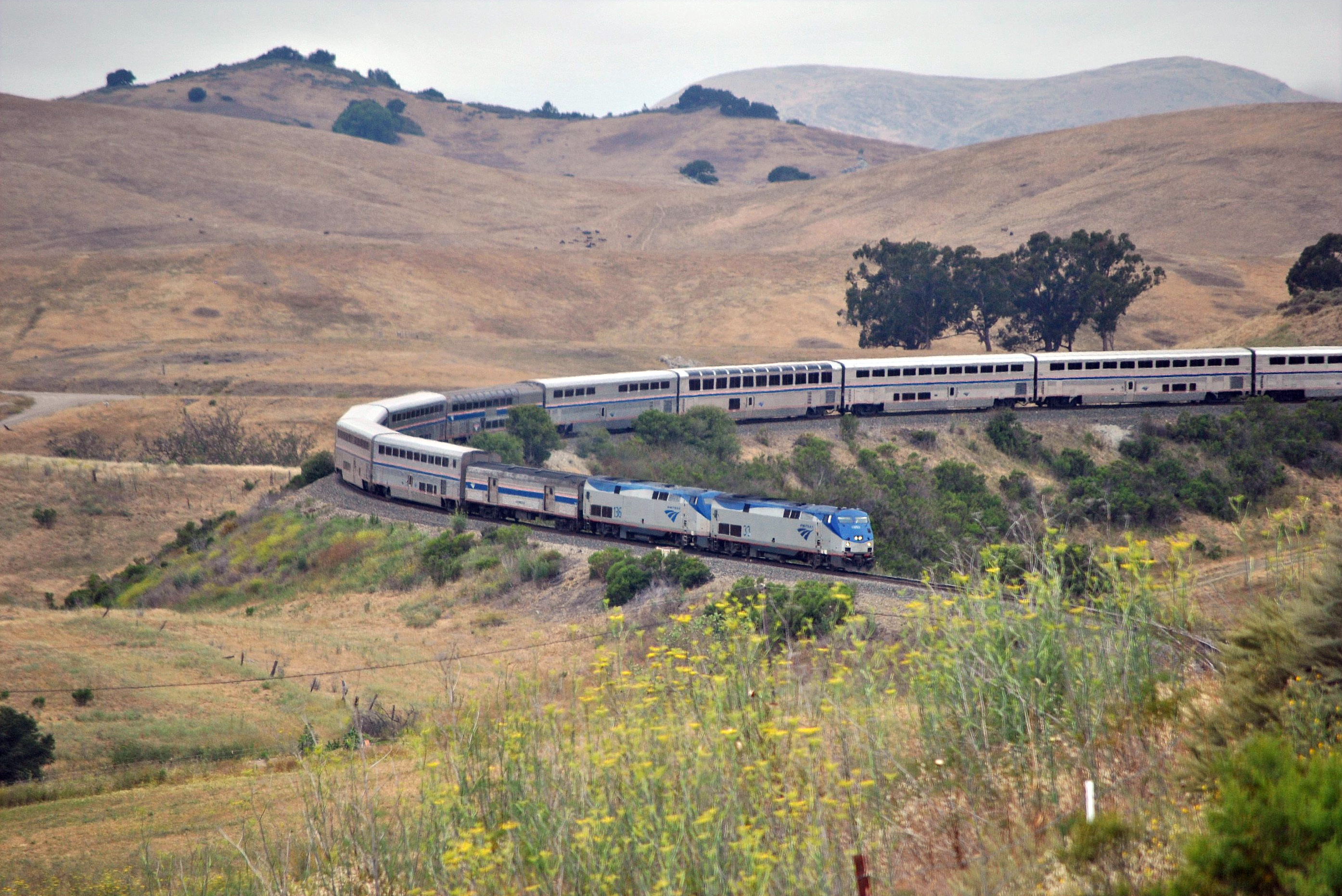
Vlak severně od města San Luis Obispo

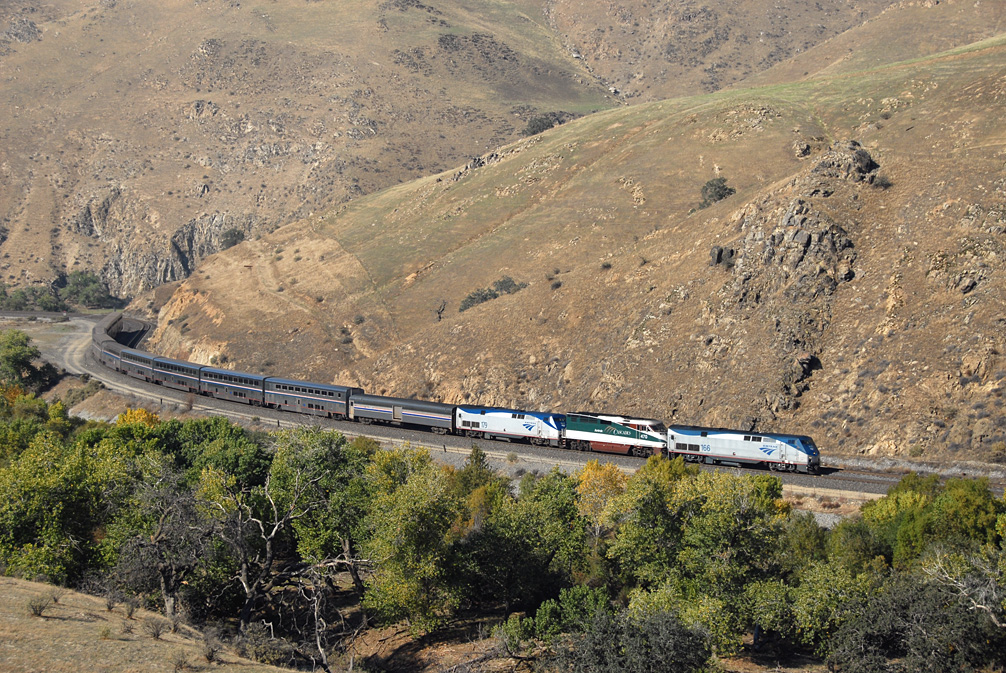
Vlak při odklonu, nedaleko Bakersfieldu

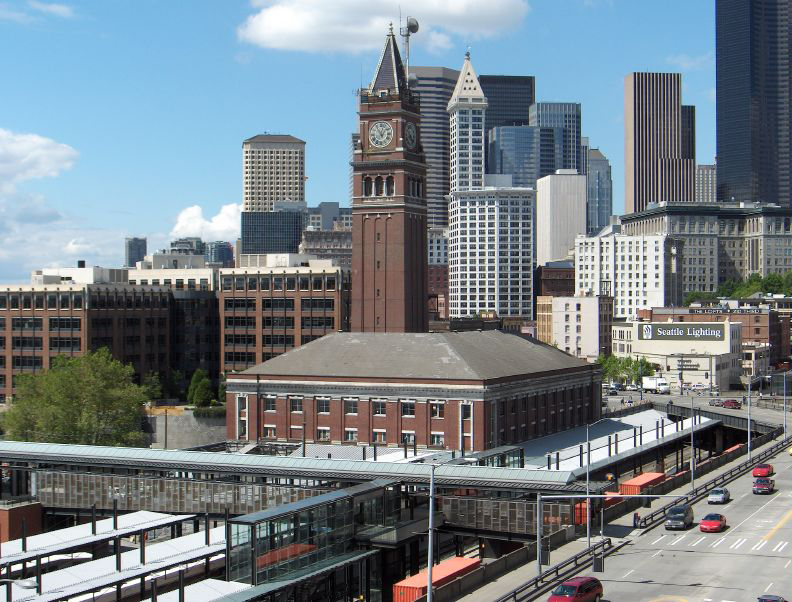
Severní konečná stanice vlaku, King Street Station v Seattlu

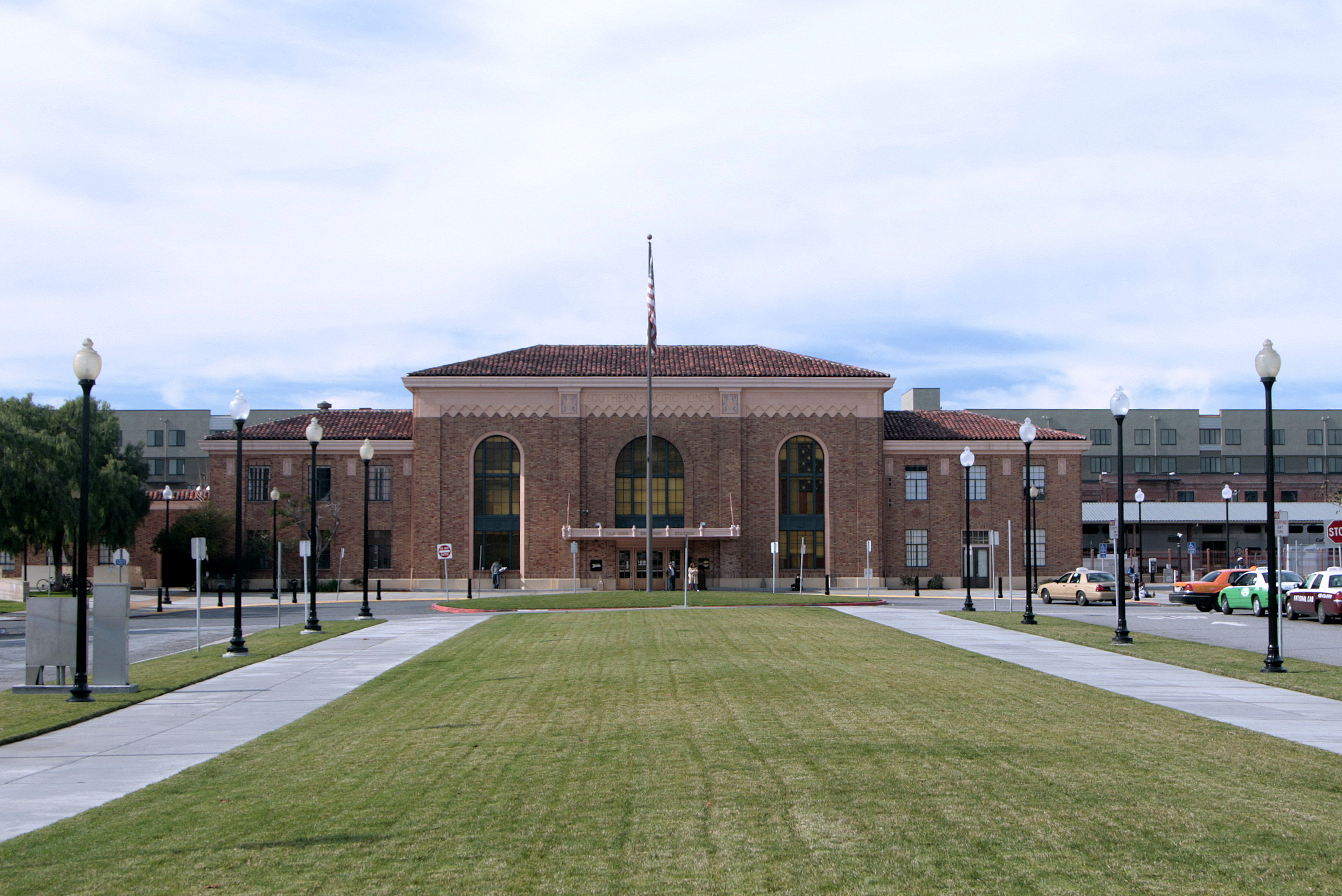
Historická Diridon Station v San Jose

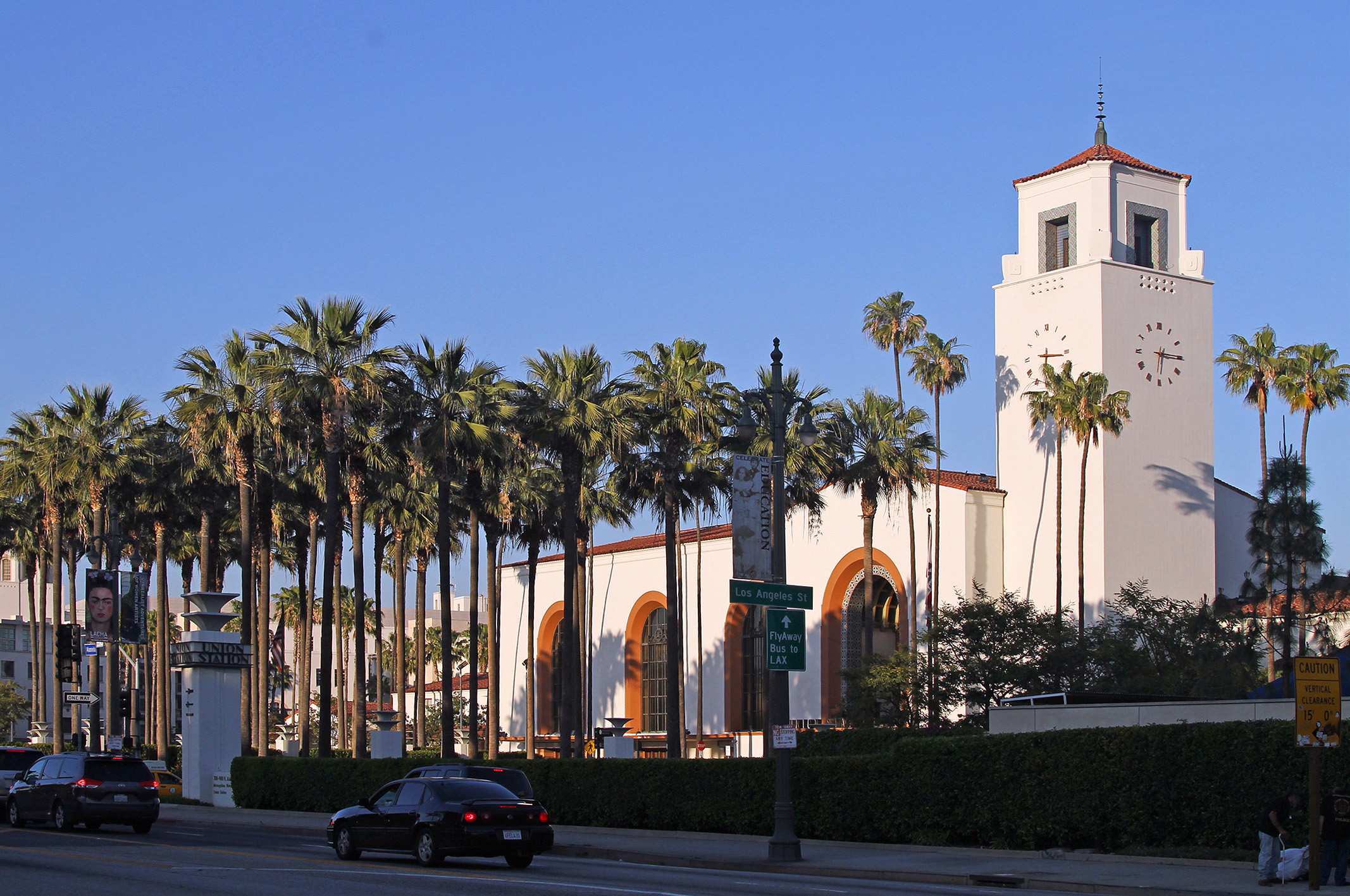
Jižní konečná stanice vlaku, Los Angeles Union Station

Coast Starlight je osobní vlak provozovaný železniční společností Amtrak na západním pobřeží Spojených států amerických. Spojuje King Street Station v Seattlu s Union Station v Los Angeles po trase dlouhé 2 216 kilometrů. Název spoje vznikl sloučením jmen dvou vlaků bývalé železnice Southern Pacific Railroad, a to Coast Daylight a Starlight.
Mezi Seattlem a Los Angeles zastavuje spoj také v důležitých stanicích v Portlandu, Eugene, Sacramentu, Emeryville (San Francisco), Oaklandu, San Jose, San Luis Obispo a v Santa Barbaře.

## Historie
Před vytvořením společnosti Amtrak neexistoval osobní vlak, který by spojoval jih a sever západního pobřeží. Nejblíže k tomu měl vlak West Coast společnosti Southern Pacific, jenž spojoval Los Angeles s Portlandem, kde předal pár přímých vozů do Seattlu společnosti Great Northern Railway. Na rozdíl od nynějšího spoje West Coast neputoval přímo po pobřeží Pacifiku, ale skrz nížinu zvanou San Joaquin Valley. Dále společnost Southern Pacific provozovala spoje Coast Daylight mezi Los Angeles a San Franciscem a Cascade mezi Oaklandem a Portlandem. K tomu měla několik nočních vlaků mezi LA a San Franciscem, a to Lark složený pouze z lůžkových vozů jedoucí po pobřeží a Owl s lůžkovými i regulérními vozy, který trasu zdolával skrz San Joaquin Valley. Vlaky mezi Portlandem a Seattlem provozovaly společnosti Union Pacific Railroad, Northern Pacific Railroad a Great Northern Railway. V roce 1970 se Northern Pacific a Great Northern sloučily v Burlington Northern Railroad, která v prvozu vlaků pokračovala. Osobní vlaky mezi Los Angeles a San Diegem provozovala společnost Atchison, Topeka and Santa Fe Railway.
Když Amtrak začal svůj provoz v květnu 1971, byl vytvořen nový vlak spojující Los Angeles se Seattlem, který pár měsíců také zkoušel trasu na jih až do San Diega. Tehdy ještě nepojmenovaný vlak jezdil třikrát týdně, v ostatní dny jej nahrazoval nepojmenovaný spoj mezi LA a Oaklandem. Přídavné vlaky jezdily pod názvem San Diegan mezi Los Angeles a San Diegem a pod názvy Mount Rainier a Puget Sound mezi Portlandem a Seattlem. Své názvy dostaly spoje společnosti Amtrak v listopadu 1971, kdy byl vlak mezi LA a Oaklandem pokřtěn Coast Daylight, což je jméno, které společnost Southern Pacific používala pro svůj spoj mezi Los Angeles a San Franciscem, a zároveň prodloužen až do San Diega. Vlak mezi San Diegem a Seattlem získal jméno Coast Starlight.
O pár let později byly spoje spojeny v jeden, který nesl jméno Coast Starlight, a ten začal vyjíždět každý den. Spoj nepokračoval z LA na jih do San Diega, kam jezdilo několik spojů Pacific Surfliner. Po několik roků v polovině 90. let posílal Amtrak pár vozů z vlaku ze Seattlu přímo do San Diega posledním vlakem Pacific Surfliner. Ze San Diega pak vyjely prvním vlakem ráno a v Los Angeles se napojily na vlak do Seattlu. Od této varianty se ale kvůli častým zpožděním vlaku ze Seattlu ustoupilo a přímé vozy pokračovaly dál na jih jen v případě, že přijel před odjezdem posledního Pacific Surflineru. Pokud přijel později, byli cestující dovezeni do dalších stanic autobusem společnosti Amtrak.
Až do dubna 1982 používal spoj trasu železnice Southern Pacific zvanou West Valley Line, čímž se vyhýbal Sacramentu. Poté ale byl spoj z města Tehama veden místo přímo na sever severovýchodním směrem, čímž kromě Sacramenta začal projíždět také městy Chico a Roseville. Kdysi vlak také zastavoval ve městě Glendale nedaleko LA. Tamní stanice byla nahrazena novou a lépe vybavenou ve čtvrti LA zvané Van Nuys, jež neleží daleko od Glendale.
V lednu 2008 byl provoz vlaku přerušen kvůli lavinám bahna, které na trať spadly v okolí města Chemult v Oregonu. Provoz mezi Los Angeles a Sacramentem byl obnoven už v únoru, zatímco zbytek trasy obsluhovala společnost pomocí svých autobusů Amtrak Thruway Motorcoach. V dubnu 2008 byl provoz vlaku obnoven úplně, jediný úsek trasy nahrazený autobusy se nacházel mezi městy Eugene a Klamath Falls. Protože cesta mezi Seattlem a Eugene je znatelně kratší, severní část spoje v době výluky jezdila bez lůžkových vozů. Zpět do normálu bylo vše vráceno v květnu téhož roku.
V posledních letech si vlak získal neslavnou přezdívku Coast Starlate (late = pozdě) kvůli svým častým zpožděním. Mezi říjnem 2005 a srpnem 2006 přijela načas pouze 2 procenta vlaků Coast Starlight, často se vyskytovala zpoždění od pěti do jedenácti hodin. Počet cestujících tohoto vlaku klesl mezi lety 1999 a 2005 o 26 procent. Kalifornský svaz železničních cestujících kritizoval Union Pacific za dávání přednosti vlastním nákladním vlakům, což UP striktně odmítalo. Poslední dobou dostávají spoje Amtrak před nákladními vlaky přednost a podle tiskové mluvčí Amtraku Vernae Graham přijelo v květnu 2008 načas 86 procent spojů Coast Starlight. Mezi říjnem 2009 a zářím 2010 toto číslo stouplo až na 91 %. Pro porovnání, letadla všech amerických aerolinek přistávají načas v 74 procentech letů.
Na začátku léta 2008 dostal tento vlak renovovanou výbavu. Ta byla mnohými očekávána především díky úspěchům, které podobné akce slavily u spojů Empire Builder. V následujícím roce se počet cestujících vlaku zvýšil o 15 procent. V roce 2011 využilo služeb vlaku více než 425 tisíc cestujících, což je zhruba čtyřprocentní pokles oproti předchozímu roku. Celkový výnos pak činil necelých 40 milionů dolarů, což bylo o sedm procent méně.

## Vybavení
Na vlaku jsou k vidění dvoupatrové vozy Superliner, včetně vyhlídkového vozu s okny po celé výšce boku. Coast Starlight byl jediným vlakem společnosti, který používal vozy Pacific Parlour z vozového parku Heritage Fleet. Jednalo se o historické vozy první třídy s lůžky, bezplatnými nápoji, knihovnou, ochutnávkami vína a kinem. Dále se v nich nacházel dětský koutek a prostor pro zavazadla. Občas se mezi vozy tohoto vlaku řadily i vozy Amfleet.
Typické lokomotivy tohoto vlaku patří mezi obvyklé lokomotivy společnosti Amtrak. Jedná se především o GE P42DC, v ojedinělých případech jsou využívány i GE Dash 8-32BWH. Dále se zde mohou vyskytovat lokomotivy EMD F59PHI z vlaků Pacific Surfliner a Amtrak Cascades. V případě potřeby jsou pak k dispozici ještě lokomotivy EMD F40PH společnosti Caltrain a lokomotivy MP36PH-3C, několikrát byly použity i lokomotivy z vlaku Sounder společnosti Sound Transit.

## Zastávky
0 km – King Street Station, Seattle

63 km – Tacoma Amtrak Station, Tacoma

121 km – Centennial Station, Olympia/Lacey

151 km – Centralia Union Depot, Centralia

220 km – Kelso Multimodal Transportation Center, Kelso/Longview

285 km – Vancouver Amtrak Station – Vancouver (Washington)

hranice mezi státy Washington a Oregon (řeka Columbia)

301 km – Portland Union Station, Portland

385 km – Salem Station, Salem

430 km – Albany Depot, Albany

499 km – Eugene Depot, Eugene

695 km – Chemult Station, Chemult (návazná doprava do města Bend)

813 km – Klamath Falls Amtrak Station, Klamath Falls

hranice mezi státy Oregon a Kalifornie

982 km – Dunsmuir Station, Dunsmuir

1 070 km – Redding Amtrak Station, Redding

1 189 km – Chico Amtrak Station, Chico

1 326 km – Sacramento Station, Sacramento

1 347 km – Davis Railroad Depot, Davis

1 418 km – Martinez Station, Martinez

1 450 km – Richmond Station, Richmond

1 461 km – Emeryville Amtrak Station, Emeryville (návazná doprava do San Francisca)

1 469 km – Jack London Square Amtrak Station, Oakland

1 535 km – Diridon Station, San Jose

1 643 km – Salinas Station, Salinas

1 801 km – Paso Robles Amtrak Station, Paso Robles

1 862 km – San Luis Obispo Amtrak Station, San Luis Obispo

2 050 km – Santa Barbara Train Station, Santa Barbara

2 108 km – Oxnard Transportation Center, Oxnard

2 158 km – Simi Valley Amtrak/Metrolink Station, Simi Valley

2 185 km – Van Nuys Amtrak/Metrolink Station, Van Nuys, Los Angeles

2 194 km – Bob Hope Airport Train Station, Burbank

2 216 km – Los Angeles Union Station, Los Angeles